# District de Prague-Est
Le district de Prague-Est (en tchèque : okres Praha-východ) est une subdivision de région de Bohême-Centrale, en Tchéquie. Son chef-lieu est la ville de Prague

## Liste des communes
Le district compte 110 communes, dont 8 ont le statut de ville (město, en gras) et 4 celui de bourg (městys, en italique) :
Babice •
Bašť •
Bořanovice •
Borek • 
Brandýs nad Labem-Stará Boleslav •
Brázdim •
Březí •
Čelákovice •
Černé Voděrady •
Čestlice •
Dobřejovice •
Dobročovice •
Doubek •
Dřevčice •
Dřísy •
Herink •
Hlavenec •
Horoušany •
Hovorčovice •
Hrusice •
Husinec •
Jenštejn •
Jevany •
Jirny •
Kaliště •
Kamenice •
Káraný •
Klecany •
Klíčany •
Klokočná •
Konětopy •
Konojedy •
Kostelec u Křížků •
Kostelec nad Černými lesy •
Kostelní Hlavno •
Kozojedy • 
Křenek •
Křenice •
Křížkový Újezdec •
Kunice •
Květnice •
Lázně Toušeň •
Lhota •
Líbeznice •
Louňovice •
Máslovice •
Měšice •
Mirošovice •
Mnichovice •
Mochov •
Modletice •
Mratín •
Mukařov •
Nehvizdy •
Nová Ves •
Nový Vestec •
Nučice • 
Nupaky •
Odolena Voda •
Oleška • 
Ondřejov •
Oplany • 
Panenské Břežany •
Pětihosty •
Petříkov •
Podolanka •
Polerady •
Popovičky •
Předboj •
Přezletice •
Prusice • 
Radějovice •
Radonice •
Říčany •
Sedlec
Senohraby •
Šestajovice •
Sibřina •
Škvorec •
Sluhy •
Sluštice •
Štíhlice •
Strančice •
Stříbrná Skalice • 
Struhařov •
Sudovo Hlavno • 
Sulice •
Svémyslice •
Světice •
Svojetice •
Tehov •
Tehovec •
Úvaly •
Veleň •
Veliká Ves •
Velké Popovice •
Větrušice •
Vlkančice • 
Vodochody •
Všestary •
Vyšehořovice •
Výžerky •
Vyžlovka • 
Zápy •
Záryby • 
Zdiby •
Zeleneč •
Zlatá •
Zlonín •
Zvánovice

## Principales communes
Population des dix principales communes du district au 1er janvier 2024 et évolution depuis le 1er janvier 2023 :
| Brandýs nad Labem-Stará Boleslav | 20 073 | en augmentation |
| Říčany                           | 16 955 | en augmentation |
| Čelákovice                       | 12 463 | en augmentation |
| Úvaly                            | 7 504  | en augmentation |
| Odolena Voda                     | 6 455  | en augmentation |
| Kamenice                         | 5 142  | en augmentation |
| Šestajovice                      | 4 113  | en augmentation |
| Mnichovice                       | 4 095  | en augmentation |
| Nehvizdy                         | 4 383  | en augmentation |
| Kostelec nad Černými lesy        | 4 194  | en augmentation |
| Zdiby                            | 3 961  | en augmentation |
| Klecany                          | 3 861  | en augmentation |

## Source
- (en) Cet article est partiellement ou en totalité issu de l’article de Wikipédia en anglais intitulé « Prague-East District » (voir la liste des auteurs).